# Джон Мартін
Джон Мартін (John Martyn), справжнє ім'я Йен Дейвід Макгечі (Iain David McGeachy, 11 вересня 1948, Нью-Малден, Велика Британія — 29.01.2009) — вокаліст, гітарист, клавішних, композитор, автор текстів, продюсер.
Свою музичну кар'єру Мартін розпочав у 17-річному віці у Глазго під керівництвом фолк-виконавця Хейміша Імлаха. У другій половині 1960-х Джон перебрався до Лондона, де у місцевих клубах під гітару виконував власні пісні у стилі Боба Ділана. Також у Лондоні молодого співака запримітив шеф фірми «Island» Кріс Блеквелл і запропонував контракт на записи. Так Джон Мартін став першим сольним виконавцем в історії фірми.
Дебютний альбом Мартіна «London Conversation» (1967), забарвлений джазом та блюзом, з'явився дуже вчасно: саме у той період, коли британська фолк-сцена поступово почала відмовлятися від свого традиційного іміджу. Свою схильність до джазу артист підтвердив наступним лонгплеєм «The Tumbler». Цей альбом, завдяки участі в ньому також і джазового саксофоніста Харолда Мека Нейра, зруйнував багато традицій у британській фолк-музиці, а критики відразу почали порівнювати його з творчістю Боба Ділана.
Незабаром Мартін одружився зі співачкою Беверлі Катнер і в дуеті з нею під назвою John & Beverly Martyn вони записали два добре зустрінутих альбоми «Stormbringer» та «Road To Ruin». Обидві роботи були дуже спокійними і своєю наївністю та м'якою чутливістю досконало гармоніювали з проголошеними у ті часи гаслами про злагоду та кохання. Проте Мартін-романтик згодом перетворився на Мартіна-алкоголіка (одним з його постійних «друзів» по цій справі був джазовий басист Денні Томпсон).
Проте, паралельно з цим недугом, тяжка праця у клубах також приносила свої плоди. Зростала слава Мартіна, а його високий творчий рівень підтвердили альбоми «Bless The Weather» та «Solid Air». На чергових своїх платівках він поставав зрілим творцем, однак таким, що з кожним кроком віддаляється від музики фолк.
Попри те, що лонгплеям «Inside Out» та «Sunday's Child» бракувало справжнього комерційного успіху, вони все ж підтвердили високу позицію їх автора на музичному ринку. Однак розчарувавшись у музичному бізнесі, Мартін вирішив сам підготувати свій черговий альбом «Live At Leeds». Цей альбом можна було безпосередньо замовити у Джона та Беберлі і отримати з автографами подружжя Мартінів.
На жаль, все більше давався взнаки темний бік характеру Джона, алкогольно-наркотична залежність кидала тінь на взаємини з Беверлі. Ці проблеми артист делікатно порушив у текстах непогано сприйнятого альбому 1977 року «One World», участь у запису якого взяв Стів Вінвуд. Однак серйозні проблеми в особистому житті затримали появу наступного лонгплея, який з'явився лише через три роки після розлучення Джона з Беверлі. Цей альбом (він мав назву «Grace & Danger»), що був записаний за участю Філа Коллінза, переповнювали емоції та переживання, якими ділився з слухачами його автор. Водночас він виявився останнім лонгплеєм, записаним для фірми «Island», яку співак змінив на «WEA».
Вже для «WEA» Мартін записав альбоми «Glorious Fool» (у цьому йому знову допомагав Філ Коллінз) та «Well Kept Secret». Завдяки цим двом роботам Мартіна було визнано вже як рок-виконавця. Паралельно він почав регулярно концертувати з власним гуртом, у якому грали клавішних Макс Міддлтон та басист Алан Томпсон. Під час цих виступів його відома акустична гітара використовувалась лише у кількох творах.
Як автор пісень, Мартін вже міг похвалитися гостротою своїх слів, надаючи текстам не позбавленої порядності непримиренності. Наприклад, у заглавному творі з альбому «Glorious Fool» Джон піддав критиці президента США Рональда Рейгана, щоправда постійно повторюючи такий рядок: «Половина брехні, яку я вам розповідаю, не є правдою».
Після видання 1983 року за власний кошт альбому «Philentropy» Мартін повернувся під крило фірми «Island», записуючи для неї витримані на високому рівні чергові платівки «Sapphire» та «Piece By Piece». Однак не здобувши очікуваного комерційного успіху, Мартін знову занурився в алкоголь, з яким постійно проводив час аж до 1988 року, поки його лікар не поставив ультиматум.
1990 року артист запропонував своїм прихильникам чергову роботу — лонгплей «Apprentice», після появи якого Мартін продовжував регулярно постачати свої платівки на музичний ринок.

## Дискографія
- 1967: London Conversation
- 1968: The Tumbler
- 1970: Stormbringer (разом з Беверлі Мартін)
- 1970: The Road To Ruin (разом з Беверлі Мартін)
- 1971: Bless The Weather
- 1973: Solide Air
- 1973: Inside Out
- 1975: Sunday's Child
- 1975: Live At Leeds
- 1977: So Far So Good
- 1977: One World
- 1980: Grace & Danger
- 1981: Glorious Fool
- 1982: Well Kept Secret
- 1982: The Electric John Martyn
- 1983: Philentropy
- 1984: Sapphire
- 1986: Piece By Piece
- 1987: Foundations
- 1988: The Electric
- 1990: The Apprentice
- 1991: Cooltide
- 1992: BBC Radio 1 Live In Concert
- 1992: Couldn't Love You More
- 1993: No Little Boy
- 1995: John Martyn & Friends Live At The Shaw Theatre
- 1995: Sweet Little Mysteries — The Island Anthology
- 1996: And
- 1996: The Church with One Bell (covers album)
- 2000: Glasgow Walker
- 2004: On the Cobbles